# Anderson Luiz Schmitt
Anderson Luiz Schmitt, meglio noto come Coco Schmitt (Blumenau, 17 dicembre 1984), è un giocatore di calcio a 5 brasiliano.

## Carriera
Nella stagione della Serie A 2013-2014 riesce a far vincere la squadra Acqua e Sapone, la gara 4 dei play-off contro la Luparense segnando il gol decisivo, vincendo la gara per 
6-4, riuscendo a far arrivare l'Acqua e Sapone in gara 5.

## Palmarès
- Coppa Italia: 1
A&S: 2013-14
- Supercoppa italiana: 1
A&S: 2014
- Campionato di Serie A2: 1
Civitella: 2017-18 (girone A)
- Campionato di Serie B: 2
Modugno: 2006-07 (girone D)
Civitella: 2016-17 (girone D)